# Črenšovci
Črenšovci (em húngaro:  Cserfőld) é um município da Eslovênia. A sede do município fica na localidade de mesmo nome.